# リーシュマニア症
リーシュマニア症（リーシュマニアしょう、leishmaniasis）とはトリパノソーマ科の原虫リーシュマニアの感染を原因とする人獣共通感染症の総称。サシチョウバエ類によって媒介される。原虫の種によって症状にかなりの差があり、ヒトでは主に内臓リーシュマニア症（カラアザール・黒熱病・ダムダム熱）と皮膚リーシュマニア症（東洋瘤腫・エスプンディア・チクレロ潰瘍）とに分類される。
現在の感染者数は、400-1200万人ほど、98か国に渡る 。リーシュマニア症は緊急に対策を要する6つの感染症の1つとされている。犬の媒介性疾患としても注目されている。

## 症状
リーシュマニア症には大きく分けて内臓型と皮膚型がある。皮膚型にはさらに散在性のものや粘膜へ拡大するものが知られている。
内臓リーシュマニア症は、感染後数か月から数年たってから、発熱、肝臓や脾臓の腫大と貧血といった症状が出て、放置すれば死に至る。脾臓の肥大は極めて特徴的であり、肝臓よりも大きくなる場合がある。各地でさまざまな名称で呼ばれているが、おそらくカラアザール(Kala azar、黒熱病)という名が著名である。これはL. donovani、L. infantumなどによって引き起こされる。オーストラリア大陸を除く全ての大陸の熱帯・亜熱帯地域に見られるが、なかでもインド・バングラデシュ・ネパール・スーダン・ブラジルに多い。
皮膚リーシュマニア症は皮膚を冒すもので、サシチョウバエに刺されたあと数週間から数か月後に皮膚に痛みを伴う潰瘍や結節が生じる。比較的軽症であり、自然に治癒して醜い瘢痕を残すだけの場合もある。L. major、L. tropica、L. aethiopicaなど旧世界の種が引き起こす東洋瘤腫(Oriental sore)が有名である。新世界においてはL. mexicana、L. amazonensis、L. venezuelensisなどが皮膚型の病変（チクレロ潰瘍）を示す。この皮膚型の病変は「ジェリコのボタン」などの名で知られている。皮膚型はアフガニスタン・ブラジル・イラン・ペルー・サウジアラビア・シリアなどでよく見られる。L. (Viannia)　braziliensisなどは粘膜皮膚型（エスプンディア espundia）の症状を示し、刺された箇所から広がって鼻や口腔、喉頭の粘膜にまで転移し、進行すると顔の外観を損なうほどに悪化して時に致死的になる。粘膜皮膚型はボリビア・ブラジル・ペルーなどに多い。

## 疫学
リーシュマニア症は熱帯や亜熱帯の88か国で流行しており、流行地域の人口はおよそ3億5千万人に及ぶ。地理的には中南米の熱帯雨林から西アジアの砂漠地帯まで幅広い。新世界では中南米を中心に、アルゼンチン南部からテキサス州南部まで蔓延しているが、ウルグアイ・チリ・カナダでは珍しい。旧世界ではヨーロッパ南部（多くはない）・アジア南部から西部・中東・アフリカ（特に東部と北部）に多く見られる。オーストラリアやオセアニアには見られない。内臓リーシュマニア症の症例の9割はインド・バングラデシュ・ネパール・スーダン・ブラジルで占められている。

## 感染経路
主にサシチョウバエに刺されることで伝染するが、薬物乱用者が注射針を共有することでも引き起こされる。

リーシュマニア症の生活環

## 治療
5価アンチモン製剤や、スチボグルコン酸ナトリウム（Pentostam®）やアンチモン酸メグルミン（Glucantim®）が用いられている。これらの薬剤の作用機序はよく判っていないが、原虫のエネルギー産生を阻害するとされている。アムホテリシン(Amphotericin)も使われるが、HIVや結核との重複感染例で効かない場合がある。最近承認されたばかりの新しい薬剤として、経口投与が可能なミルテホシン(Impavido®)がある。第III相治験での治癒率は95%であった。特に粘膜皮膚型リーシュマニア症の場合には他の薬剤と比較して優れた効果を示した。インドで2002年、ドイツで2004年、コロンビアで2005年に承認され、アメリカでは2006年に希少疾患医薬品に指定された。主な副作用は消化管機能異常だが、特に治療の効果に悪影響があるわけではない。パロモマイシンも開発され希少疾患医薬品に指定されている。パロモマイシンの皮膚リーシュマニア症に対する奏効率は81%(対照58%)であった。はDNDi(Drugs for Neglected Disease Initiative)が新規薬剤の探索を行っている。Leishmania majorのゲノムが解読されたので、薬剤標的分子の探索に役立つと思われる。免疫療法が効く場合もある。ワクチンの開発も進められているが、利用可能なものはない。

## 歴史
皮膚リーシュマニア症
紀元前7世紀のアッシュールバニパルの粘土板から、皮膚リーシュマニア症のような傷の記述が見付かっており、中には紀元前1500年から2500年まで古記録に由来するらしきものもある。イブン・スィーナーをはじめとする10世紀ペルシアの医師たちは、バルフ潰瘍（Balkh sore）と呼んで詳しい記述をのこしている。トルコ人患者を診察したAlexander Russellは1756年に非常に詳しい記述を著している。新世界では、エクアドルやペルーで見付かる1世紀先インカ期の陶器には皮膚リーシュマニア症と思われる顔の傷が描かれている。15 - 16世紀ごろのインカやスペイン人植民者の文書には“valley sickness”・“Andean sickness” ・ “white leprosy” などという記述がある。
内臓リーシュマニア症
内臓リーシュマニア症に関しては、古代の記述がまったく見つかっていない。熱帯病でこのように新しい原虫疾患は、内臓リーシュマニア症のみである。現時点では1800年代後半に、初めて流行したとされているが、その世界最初の流行地でさえ、正確な位置が同定されていない。インド亜大陸の医師たちはカラアザール（Kala-azar; ウルドゥー語・ヒンディー語・ヒンドゥスターニー語で “Kala” は「黒」、 “azar” は「発熱」の意）と呼んでいた。